# 熊本県道286号都呂々宮地岳線
熊本県道286号都呂々宮地岳線（くまもとけんどう286ごう とろろみやじだけせん）は、熊本県天草郡苓北町から天草市に至る一般県道である。

## 概要
天草西海岸の北から天草下島のやや中央部へつながる。
起点より中腹あたりまでは2車線だが、それ以降は1車線。一部区間は道が狭く離合もおろか、通行しにくい箇所がある。
終点から（熊本県道287号大宮地宮地岳線を除く）天草郡苓北町都呂々涼松地区までは、県道標識は立てられていない。

### 路線データ
- 起点：天草郡苓北町都呂々（国道389号交点）
- 終点：天草市枦宇土町（国道266号交点）

## 歴史
- 1960年（昭和35年）4月1日 - 路線認定

## 路線状況

### 重複区間
- 熊本県道24号本渡下田線旧道（天草市枦宇土町）
- 基幹林道本渡大江線（天草市枦宇土町）

### 道路施設

#### トンネル
- 光岩トンネル：延長285 m、天草郡苓北町

## 地理

### 通過する自治体
- 天草郡苓北町
- 天草市

### 交差する道路
| 交差する道路                               | 市町村名 | 市町村名 | 交差する場所             | 交差する場所 |
| ------------------------------------------ | -------- | -------- | ------------------------ | ------------ |
| 国道389号                                  | 天草郡   | 苓北町   | 都呂々                   | 起点         |
| 熊本県道293号福連木都呂々線                | 天草郡   | 苓北町   | 都呂々                   |              |
| 基幹林道苓北天草線                         | 天草郡   | 苓北町   | 都呂々                   |              |
| 熊本県道24号本渡下田線 / 旧道 重複区間起点 | 天草市   | 天草市   | 枦宇土町（はじうどまち） |              |
| 熊本県道24号本渡下田線 / 旧道 重複区間終点 | 天草市   | 天草市   | 枦宇土町                 |              |
| 基幹林道本渡大江線 重複区間起点            | 天草市   | 天草市   | 枦宇土町                 |              |
| 基幹林道本渡大江線 重複区間終点            | 天草市   | 天草市   | 枦宇土町                 |              |
| 国道266号                                  | 天草市   | 天草市   | 枦宇土町                 | 終点         |

### 沿線
- 都呂々ダム
- 天竺